# البورتريه الذاتي (سورويا)
البورتريه الذاتي هوَ عنوان لوحة زيتية مرسومة على القُماش للفنان خواكين سورويا. رُسمت اللوحة عام 1904 وتبلغ أبعادها 66 × 100,6 سم. توجدُ الآن في متحف سورويا في العاصمة الإسبانية مدريد. جديرٌ بالذكرِ هنا أنّ سورويا رسمَ خمسة عشر لوحة فنيّة؛ يحتفظُ متحف سورويا بثمانية منها. اللوحة عبارة عن بورتريه ذاتي للرسام الإسباني خواكين وهو يتطلع لمشاهدة شيء ما مع نظرة ثابتة تُوحي بمواجهة الرجل للصعاب وقدرتهِ على تجاوز التحديات.